# Шагадаев, Мунавар
Мунавар Шагадаев (тадж. Мунаввар Шоҳгадоев; род. 6 мая 1898, Каратегин, Бухарский эмират — 28 сентября 1974, Душанбе) — советский и таджикский государственный деятель, председатель Президиума Верховного Совета Таджикской ССР в период 1938—1950 годов.

## Биография
Родился 6 мая 1898 в селе Хисорак — исторической области Каратегина Бухарского эмирата, позднее Хисорак стал частью Гармского (ныне Раштского) района.
В 1925 году вступил в компартию.
В 1930—1931 годах — директор школы, в 1931—1934 годах — уполномоченный Центральной контрольной комиссии Коммунистической партии (большевиков) Таджикистана — Народного комиссариата рабоче-крестьянской инспекции Таджикской ССР. С июля 1934 по январь 1936 года — председатель Исполнительного комитета Хаитского районного совета (Таджикская ССР). В январе 1936 года командирован на учёбу в столицу республики.
С января по октябрь 1936 года — слушатель курсов марксизма-ленинизма при ЦК КП(б) Таджикистана в Сталинабаде (ныне Душанбе). В октябре 1936 года вернулся в Хаит, вновь возглавив райисполком. С 14 октября 1937 по 13 июля 1938 года — председатель Центрального исполнительного комитета Таджикской ССР.
С 15 июля 1938 года по 29 июля 1950 года — председатель Президиума Верховного Совета Таджикской ССР. В 1939 году был делегатом XVIII съезда ВКП(б) от Таджикистана с совещательным голосом.
Депутат Верховного Совета СССР 1-3 созыва от Гармского избирательного округа.
В 1950—1952 годах — слушатель Таджикской республиканской партийной школы. Позднее 5 лет занимал должность заместителя министра сельского хозяйства Таджикской ССР. С 1957 года на пенсии.
Скончался 28 сентября 1974 года в Душанбе, похоронен на Центральном кладбище.
Его именем был назван посёлок Шагадаев.

## Награды
Пять орденов Ленина, орден Трудового Красного Знамени, Орден «Знак Почёта» (28.04.1940) — «за активное участие в строительстве величайшего в Союзе ССР ирригационного сооружения Большого Ферганского канала имени тов. И. В. Сталина и проявленные при этом выдающиеся успехи».